# Hughes Aircraft
Hughes Aircraft Company foi uma empresa estadunidense de desenvolvimento aeroespacial e de tecnologia de defesa  fundada em 1932 por Howard Hughes, em Culver City. A empresa ficou conhecida por produzir, entre outros produtos, a aeronave Hughes H-4 Hercules "Spruce Goose", a sonda de entrada na atmosfera utilizada pela nave espacial Galileo, e o míssil guiado AIM-4 Falcon.
Foi adquirida pela General Motors em 1985 e colocada sob a direção da Hughes Electronics, agora conhecida como DirecTV, até que a GM vendeu seus ativos para a Raytheon, em 1997.

## História

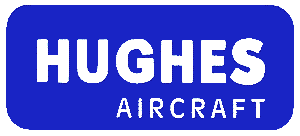
Logo da Hughes Aircraft, adotado depois da morte de seu fundador

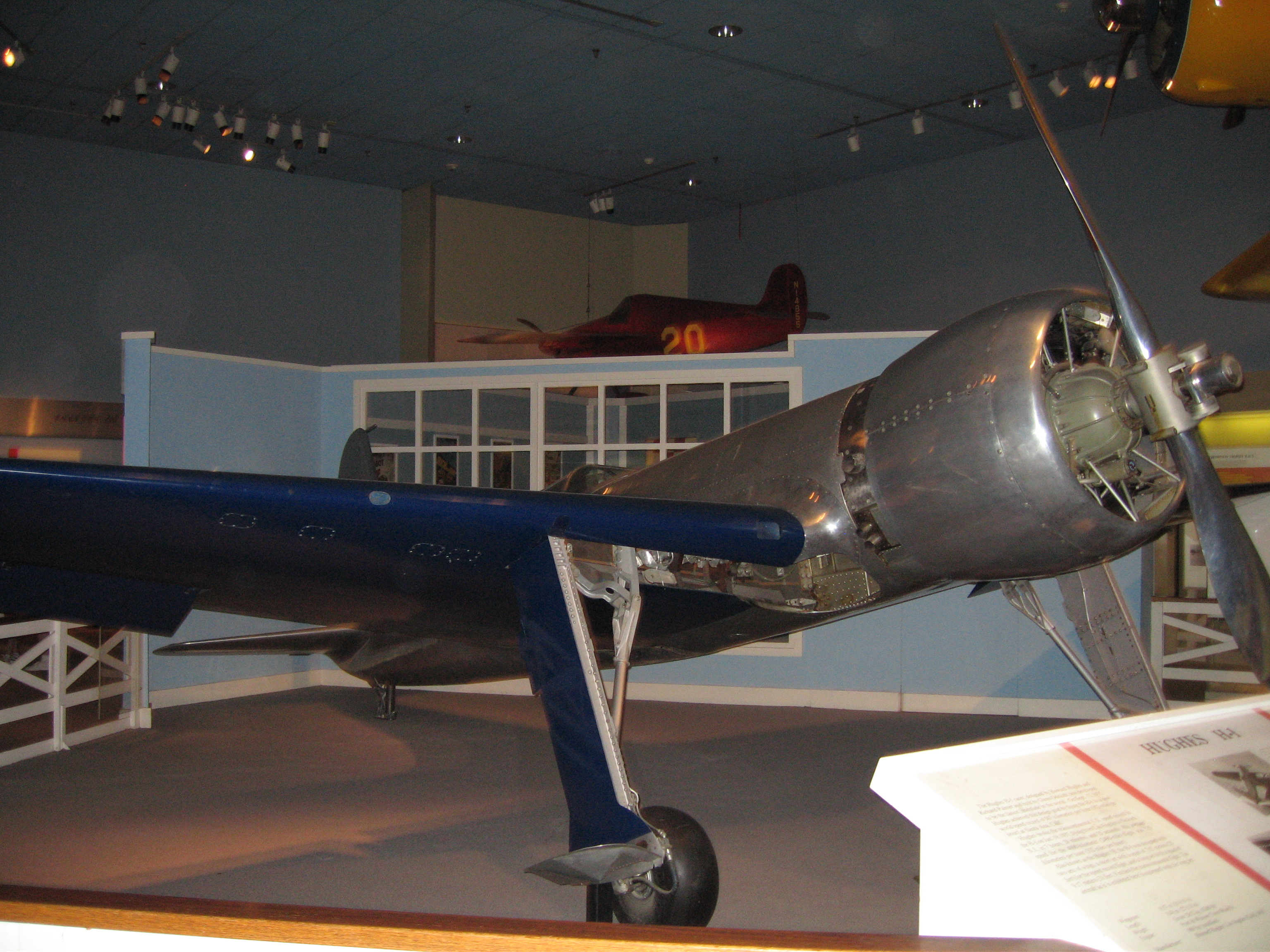
Hughes H-1 Racer

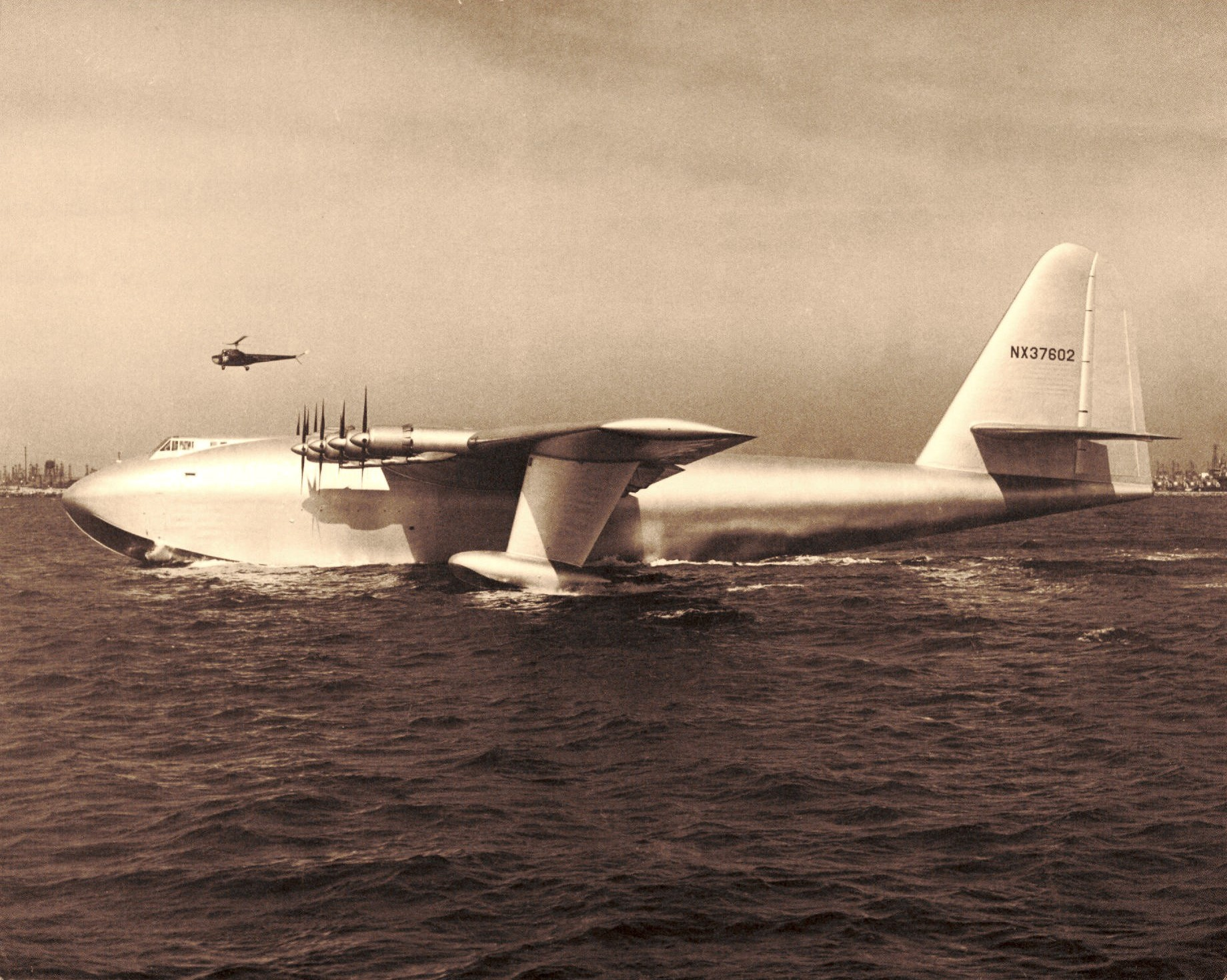
Hughes H-4 Hercules.

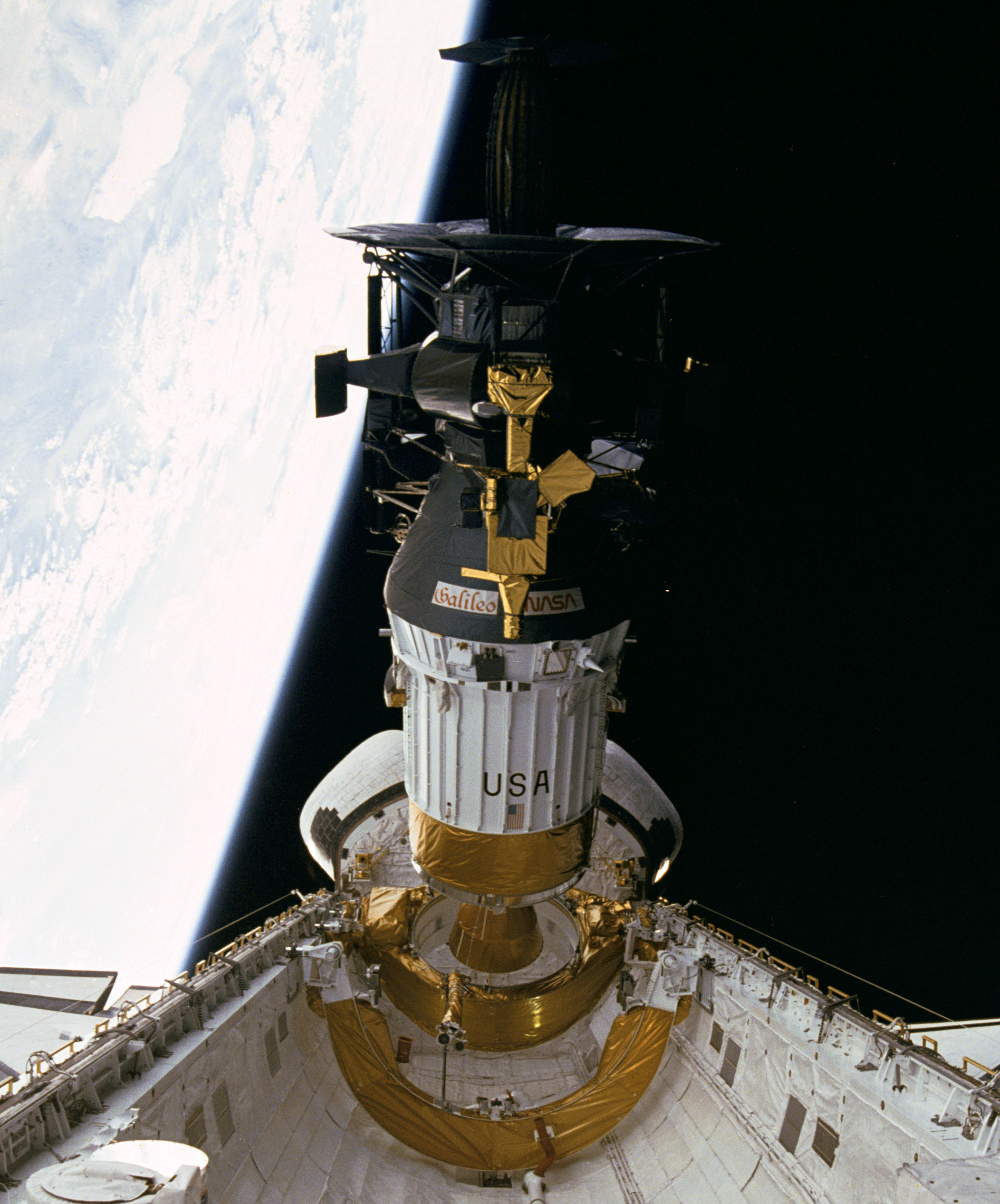
Sonda Galileo sendo lançada.

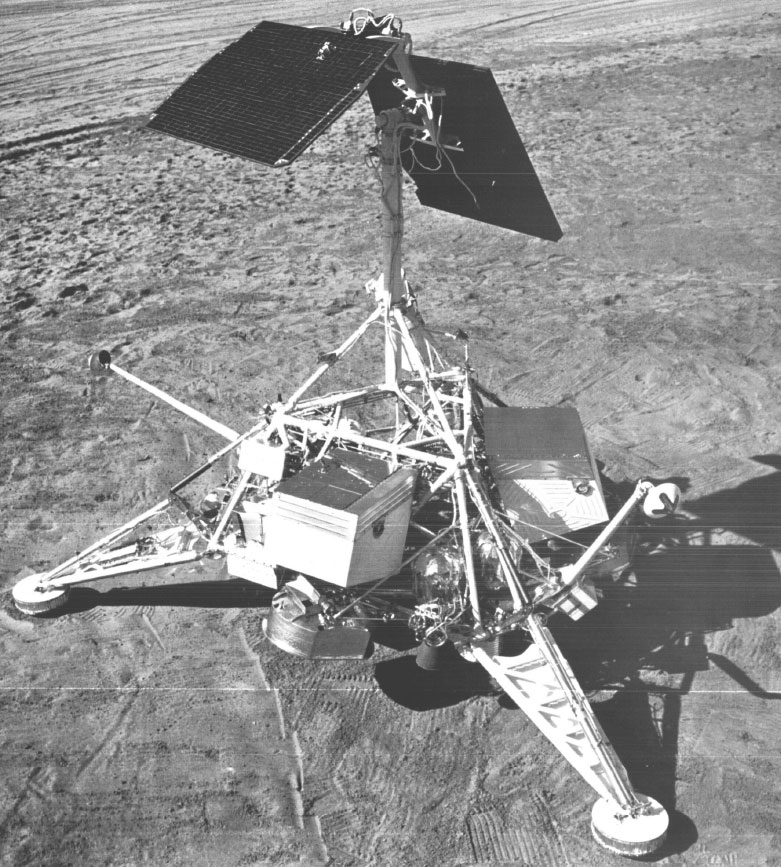
O topógrafo lunar "Surveyor 1" da NASA construído pela Hughes.

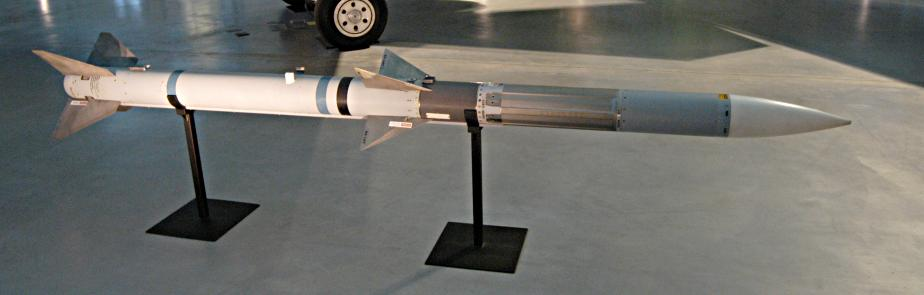
A Hughes desenvolveu o AIM-120 AMRAAM, um dos mísseis mais avançados do mundo (ar-ar).

Durante a Segunda Guerra Mundial a empresa projetou e construiu vários protótipos de aeronaves no Aeroporto Hughes. Incluindo nestes, o famoso Hughes H-4 Hercules mais conhecido pelo nome público "Spruce Goose", o H-1 Racer, D-2 e o XF-11. No entanto os hangares da empresa no aeroporto, local da atual Playa Vista no lado oeste de Los Angeles, foram utilizados principalmente como uma filial para a construção de projetos de outras empresas. No início da guerra, a Hughes Aircraft tinha apenas quatro funcionários a tempo integral, no final, o número foi de 80 000.

### Pós-Guerra
Hughes Aircraft foi uma das muitas empresas de defesa aeroespacial que cresceu no sul da Califórnia durante e após a Segunda Guerra Mundial e ao mesmo tempo foi a maior empregadora na área.
No verão de 1947, alguns políticos ficaram preocupados com a alegada má gestão do Hughes no H-4 Hercules e o XF-11 avião de reconhecimento. Eles formaram uma comissão especial para investigar Hughes, que culminou com uma conhecida investigação do Senado, uma das primeiras a ser televisionada ao público. Apesar de um relatório do comitê altamente crítico, Hughes foi absolvido.
Em 1948, Hughes criou uma nova divisão da empresa, a Aerospace Group (Grupo Aeroespacial). Dois engenheiros da Hughes, Simon Ramo e Dean Wooldridge, tinham ideias novas no posicionamento dos eletrônicos para tornar os sistemas de disparos mais completos. O sistema MA-1 deles combinam sinais de radar da aeronave com um computador analógico para guiar automaticamente a aeronave interceptadora até a posição adequada para disparar mísseis. Ao mesmo tempo, outras equipes estavam trabalhando com a recém-formada Força Aérea dos EUA em mísseis ar-ar, entregando o AIM-4 Falcon, até então conhecido como o F-98. O pacote MA-1/Falcon, com várias atualizações, foi a principal arma interceptadora dos EUA por muitos anos, e durou até a década de 1980. Ramo e Wooldridge, não tendo conseguido chegar a um acordo com Howard Hughes sobre problemas de gestão, renunciaram em setembro de 1953. Eles fundaram a Corporação Ramo-Wooldridge, mais tarde, juntaram a Thompson Products para formar a Thompson-Ramo-Wooldridge Corporation com base em Canoga Park e Hughes alocando espaço para programas de pesquisa nuclear (atual West Hills (Canoga Park)) . A empresa se tornou TRW em 1965, outra empresa aeroespacial e um grande concorrente para Hughes Aircraft.
Howard Hughes doou a Hughes Aircraft para o recém-formado Howard Hughes Medical Institute (Instituto Médico Howard Hughes) em 1953, supostamente como uma forma de evitar os impostos aplicados sobre sua enorme renda.  No ano seguinte, L.A. "Pat" Hyland foi contratado como vice-presidente e gerente geral da Hughes Aircraft,   ele acabaria por se tornar presidente e CEO da empresa após a morte de Howard em 1976.
Sob a orientação de Hyland, o Aerospace Group (Grupo Aeroespacial) continuou a diversificar e tornar-se muito rentável, e tornou-se o foco principal da empresa. A empresa desenvolveu sistemas de radar, sistemas eletro-ópticos, o primeiro laser funcional, sistemas de computador de aviões, sistemas de mísseis, Propulsor de íons (para viagem espacial), e muitas outras tecnologias avançadas. A Electronic Properties Information Center - EPIC (Centro de Informação das Propriedades Eletrônicas) dos Estados Unidos foi organizada na biblioteca de Hughes em Culver City em 1970. O EPIC publicou o Handbook of Electronic Materials (Manual de Materiais Eletrônicos) como documento público.
Os ganhadores do Prêmio Nobel, Richard Feynman e Murray Gell-Mann tinham conexões com a Hughes: Feynman realizava seminários semanais no Hughes Research Laboratories (Laboratórios de Pesquisa Hughes); Gell-Mann compartilhou um escritório com Malcolm Currie, mais tarde foi Presidente do Conselho e CEO da Hughes Aircraft. Greg Jarvis e Ronald McNair, dois dos astronautas no último voo do ônibus espacial Challenger foram alunos da Hughes.

### Hughes Space and Communications Company
A “Hughes Space and Communications Company” (Companhia Aeroespacial e comunicações) foi formada como uma subsidiária da Hughes Aircraft em 1961 após a fusão da “Space and Communications Group” (Grupo Aeroespacial e Comunicações) e da “Hughes Space Systems Division” (Divisão de sistemas Aeroespaciais). Essa divisão construiu o primeiro satélite geoestacionário de comunicação (Syncom) em 1963 e em seguida o primeiro Satélite geoestacionário meteorológico (ATS-1) em 1966. Mais tarde nesse ano o "Surveyor 1" fez o primeiro pouso suave na Lua como parte do projeto de pousos no projeto Apollo. A Hughes também construiu o “Pioneer Venus” em 1978, que realizou o primeiro grande mapeamento por radar de Vênus, e a sonda Galileu, que voou para Júpiter em 1990. Em 2000, a empresa tinha construído cerca de 40 por cento dos satélites comerciais em serviço em todo o mundo.

### Helicópteros da Hughes
Em 1947, Howard Hughes redirecionou os esforços da Hughes Aircraft de aviões para helicópteros. Começou em 1948, quando o fabricante de helicópteros “Kellett Aircraft Co.” vendeu seu mais recente projeto para a Hughes produzir. O XH-17 "Sky Crane" voou pela primeira vez em outubro de 1952, mas foi um fracasso comercial. Em 1955, Howard Hughes dividiu a unidade de produção de helicópteros da Hughes Aircraft Company e reconstituiu com a Hughes Tool Company chamando-a “Hughes Tool Company's Aircraft Division”. A divisão de aeronaves tinha o foco na produção de helicópteros leves, principalmente o Hughes 269/300 e o OH-6 Cayuse/Hughes 500.

### Howard Hughes Medical Institutevende aHughes Aircraft Company
Hughes não deixou testamento e depois de sua morte, em 1976, havia vários pedidos para a sua propriedade. Um executivo e um advogado da Hughes alegaram que tinham o direito de criar um comitê executivo para tomar as rédeas do HHMI e sua subsidiária, a Hughes Aircraft. O procurador-geral de Delaware, Richard R. Wier, questionou esta decisão e entrou com uma ação em 1978. Charles M. Oberly continuou a ação quando ele se tornou procurador-geral em 1983. Oberly afirmou que desejava ver um conselho independente de curadores para garantir que o instituto cumprira a sua missão de caridade e que não continuará a operar como um abrigo de impostos.
Em janeiro de 1984 o juiz Grover C. Brown decidiu que o tribunal deve nomear os administradores porque Hughes não tinha deixado um plano de sucessão. Brown pediu ao comitê executivo e ao gabinete do procurador-geral para apresentar uma lista de recomendações que ele poderia aprovar. Brown aprovou uma lista em abril de 1984. Em janeiro de 1985 o novo conselho de administração do HHMI anunciou que iria vender a Hughes Aircraft, através da venda privada ou oferta pública de ações.

### Hughes Electronics Corporation

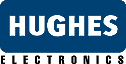
Logotipo da Hughes adotado depois de seu novo dono, General Motors

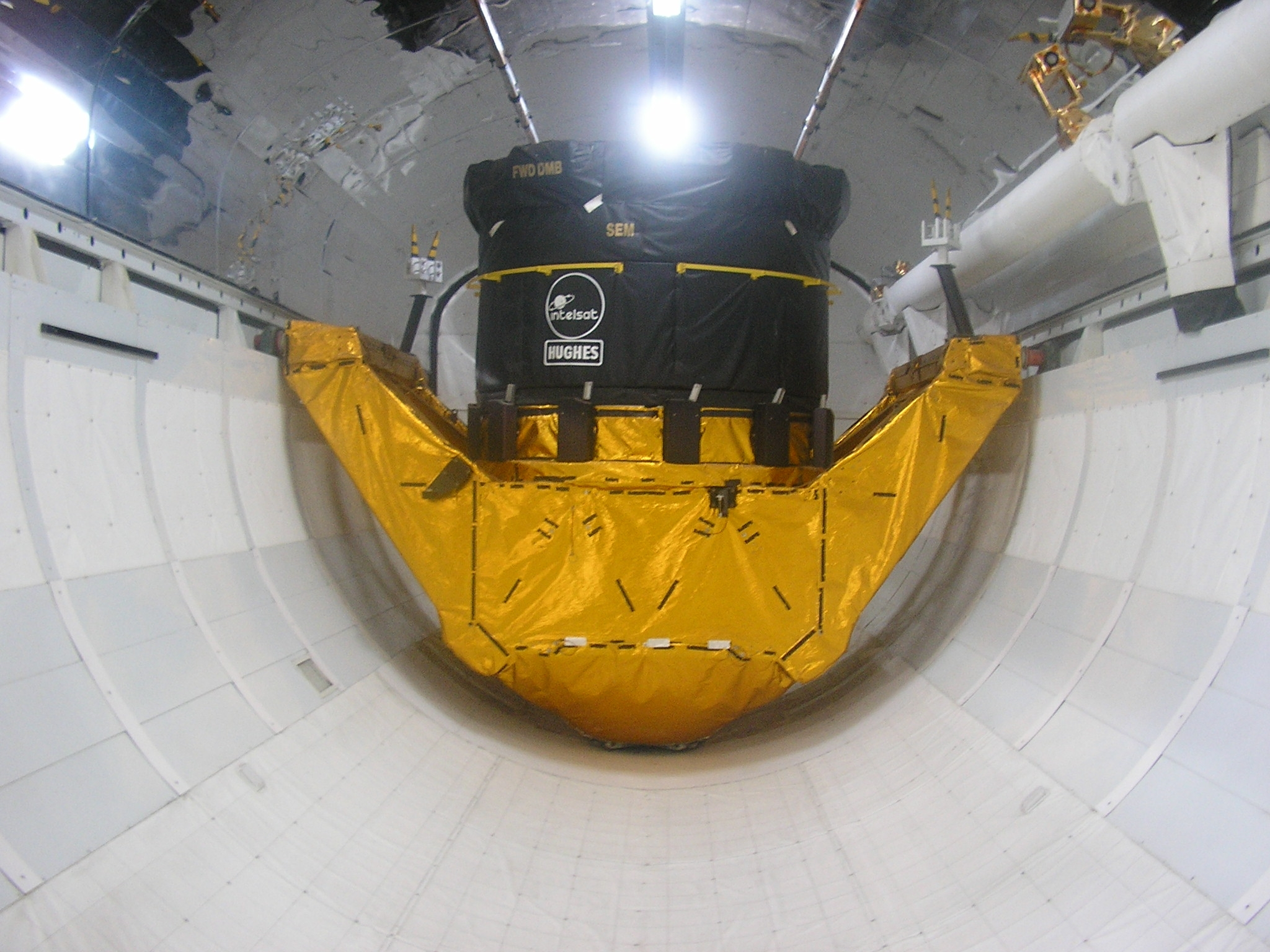
Display de um impulsionador de satélite da Hughes dentro do Space Shuttle (semelhante ao carregado em STS-49)

Em 5 de junho de 1985 a General Motors foi anunciada como a vencedora de um leilão secreto de cinco meses com outros licitantes, incluído Ford Motor Company e Boeing. A compra foi concluída em 20 de dezembro de 1985, por cerca de US$ 5,2 bilhões, US$ 2,7 bilhões em dinheiro e o restante em 50 milhões de ações da GM de classe H. 
Em 31 de dezembro de 1985, a General Motors fundiu a Hughes Aircraft com sua Delco Electronics para formar a Hughes Electronics Corporation, uma subsidiária independente. O grupo, então, consistiu em: Delco Electronics Corporation, a Hughes Aircraft Company e a Hughes Space and Communications Company.
Em agosto de 1992, a Hughes Aircraft completou a aquisição dos negócios de mísseis da General Dynamics por US$ 450 milhões. Isto trouxe o BGM-109 Tomahawk, AGM-129 ACM, Standard missile, FIM-92 Stinger, o sistema de armas Phalanx CIWS e o RIM-116 Rolling Airframe Missile para a carteira da Hughes.
Em 1994, a Hughes Electronics introduziu a DirecTV, o primeiro serviço DTH de alta potência. Em 1995, a Hughes Space and Communications tornou-se o maior fornecedor de satélites comerciais. Também em 1995, o grupo comprou a Magnavox Electronic Systems do Carlyle Group. Em 1996, a Hughes Electronics e a PanAmSat fundiram seus serviços fixos de satélite em uma nova empresa de capital aberto, também chamada de PanAmSat com a Hughes Electronics como acionista majoritária.
Em 1995, a Hughes Aircraft vendeu sua Technology Products Division (Divisão de produtos tecnológicos) para um grupo de investidores liderado pela Citicorp e incorporou a divisão como Palomar Technologies. Em 2008, a Citicorp vendeu a divisão para a atual equipe de gestão na Palomar Technologies.
Em 1997, a GM transferiu a Delco Electronics para o seu negócio Delphi Automotive Systems. Mais tarde naquele ano, os ativos da Hughes Aircraft foram vendidos a Raytheon por US$ 9,5 bilhões.  As demais empresas permaneceram sob o nome de Hughes Electronics e dentro da GM.
Em 2000, a Boeing comprou três unidades da Hughes Electronics Corp: Hughes Space and Communications Co, Hughes Electron Dynamics, e a Spectrolab Inc, além do proveito da Hughes Electronics no HRL, principal laboratório de pesquisa da empresa. As quatro se juntaram a Boeing Satellite Systems, uma subsidiária da empresa, tornando-se posteriormente a Satellite Development Center, parte da Boeing Integrated Defense Systems.
Em 2003, as partes restantes da Hughes Electronics: DirecTV, DirecTV Latin America, PanAmSat e Hughes Network Systems foram compradas da GM pela NewsCorp e renomeadas The DirecTV Group.

## Legado Corporativo
A ampla gama de ciência e tecnologia desenvolvida pela Hughes Aircraft nunca incluiu aplicações na medicina porque a empresa era de propriedade do Howard Hughes Medical Institute. Esta restrição foi imposta para evitar até mesmo a aparência de um conflito de interesses.
No entanto, o dinheiro fornecido para HHMI pela Hughes Aircraft levou a grandes melhorias para a área médica da genética, pesquisa de câncer, a formação de médicos que prestam cuidados a milhões de pessoas. É importante notar que Hughes desenvolveu a cama médica moderna como um resultado direto de sua internação hospitalar.

## Linha do tempo
- 1932: Howard Hughes fundou a Hughes Aircraft Company como uma divisão da Hughes Tool Company.
- 1948: Howard Hughes formou o Aerospace Group dentro da empresa, dividido em:
  - Hughes Space and Comminications Group.
  - Hughes Space Systems Division.
- 1953: O Howard Hughes Medical Institute (HHMI) foi formado, e a Hughes Aircraft reformada como uma subsidiária da fundação. A Receita Federal, sem sucesso, desafiou o seu estatuto "caridoso" que o tornou isentos de impostos.
- 1955: Hughes formou a Helicopter Division e a Aircraft Division.
- 1960: O primeiro laser é produzido no Hughes Research Laboratories, por Theodore Maiman.
- 1961: Hughes Space and Communications Company foi formada, reunindo a Hughes Space and Communications Group e a Hughes Space Systems Division, o Hughes Research Laboratories completou sua mudança para Malibu.
- 1972: Hughes vendeu a Hughes Tool Company. Seus ativos restantes foram transferidos para a Corporação Summa. Isto incluiu a Toolco Aircraft, as propriedades de Hughes e outras empresas.
- 1976: Toolco Aircraft se tornou a Hughes Helicopters.
- 1976: Howard Hughes morre aos 70 anos de idade, sem deixar testamento.
- 1984: A Summa vendeu Hughes Helicopters a McDonnell Douglas por US$ 500 milhões; logo foi rebatizado McDonnell Douglas Helicopters.
- 1984: O Tribunal de Delaware nomeia oito curadores para o Instituto Médico Howard Hughes, eles decidem vender a Hughes Aircraft.
- 1985: O HHMI vendeu a Hughes Aircraft para a General Motors, por US$ 5,2 bilhões. Esta foi fundida com Delco Electronics da GM para formar a Hughes Electronics. Este grupo consistia em:
  - Delco Electronics Corporation
  - Hughes Aircraft Company
  - Hughes Space and Communications Company
  - Hughes Network Systems
  - DirecTV
- 1987: Hughes Aircraft Company adquire a M/A-COM Telecommunications, para formar Hughes Network Systems.
- 1994: Hughes Electronics apresenta a DirecTV.
- 1995: Hughes Space and Communications Company tornou-se a maior fornecedora mundial de satélites comerciais.
- 1995: Hughes Electronics adquire Magnavox Electronic Systems do Grupo Carlyle.
- 1996: Hughes Electronics e PanAmSat entraram em acordo para fundir seus serviços fixos via satélite em uma nova empresa de capital aberto, também chamado de PanAmSat com Hughes Electronics como acionista majoritária.
- 1997: GM transfere a Delco Electronics da Hughes Electronics para sua Delphi Automotive Systems. Delphi se tornou independente em 1999.
- 1997: As operações de defesa e indústria aeroespacial da Hughes Electronics (Hughes Aircraft) são mescladas com a Raytheon, que também adquiriu metade da Hughes Research Laboratories.
- 2000: Hughes Space and Communications Company permaneceu independente até 2000, quando foi comprada pela Boeing e tornou-se a Boeing Satellite Development Center. Boeing comprou um terço do HRL, LLC, que foi então co-propriedade da Boeing, GM e Raytheon.
- 2003: As partes restantes da Hughes Electronics: DirecTV, DirecTV Latin America, PanAmSat e Hughes Network Systems foram comprados pela NewsCorp e renomeado para The DirecTV Group.
  - Newscorp vende a PanAmSat para Kohlberg Kravis Roberts & Co (KKR) em agosto.
- 2004: O diretor Martin Scorsese usa o espaço da Hughes Aircraft em Playa Vista para filmar as seqüências de captura de movimento no filme O Aviador.
- 2006: SkyTerra Communications Inc completou a aquisição da participação de 100% de controle na Hughes Network Systems do grupo DirecTV.